# Richard A. Rowland
Pour les articles homonymes, voir Rowland.
Richard A. Rowland (né le 8 décembre 1880 à Pittsburgh, mort le 12 mai 1947 à New York) est un producteur de cinéma américain.

## Biographie
Né en 1880 à Pittsburgh en Pennsylvanie, il est le fondateur avec Louis B. Mayer de Metro Pictures Corporation en 1915. Il est considéré comme un des pionniers de l'industrie du cinéma, avant la grande époque d'Hollywood.

## Filmographie partielle
- 1927 : La Vie privée d'Hélène de Troie
- 1927 : The Drop Kick
- 1927 : Rose of the Golden West
- 1927 : Chiffons (American Beauty)
- 1928 : The Crash
- 1928 : Forains (The Barker) de George Fitzmaurice
- 1929 : La Divine Lady
- 1929 : His Captive Woman
- 1941 : Cheers for Miss Bishop

## Distinctions
Il a une étoile sur le Hollywood Walk of Fame.